# 789.
◄ | 7. stoljeće | 8. stoljeće | 9. stoljeće | ►
◄ | 750-ih | 760-ih | 770-ih | 780-ih | 790-ih | 800-ih | 810-ih | ►
◄◄ | ◄ | 786. | 787. | 788. | 789. | 790. | 791. | 792. | ► | ►►
Astronomija • Književnost • Kršćanstvo • Pravo • Promet

## Događaji
- Idris I. osniva grad Fes na obali rijeke Fes.

## Vanjske poveznice
|  | Zajednički poslužitelj ima još gradiva o temi 789. |